# محمد الشلطامي
محمد فرحات الشلطامي (1944 بنغازي- 2010 بنغازي) أديب وشاعر ليبيّ، يُعد من رواد الحداثة في ليبيا. قال عنه عبد الوهاب البياتي: إنه شاعر عظيم، وقال الصادق النيهوم: إن أفضل أربعة شعراء عرب في العصر الحديث، هم: نزار قباني وعبد الوهاب البياتي ومحمود درويش ومحمد الشلطامي.

## نشأته
ولد محمد الشلطامي في مدينة بنغازي يوم 13 أكتوبر 1944 لأسرة فقيرة، انفصل والداه بعد ولادته مباشرة، وقامت أمه بتربيته مع شقيقه الأكبر. اضطرّ للعمل في طفولته المبكرة مما أدّى إلى تعثر مسيرته الدراسية. درس المرحلة الثانوية في المدارس الليلية ثمّ عمل مدرساً للمرحلة الابتدائية. وبعد ذلك، انتقل إلى قطاع المكتبات: مكتبة بنغازي المركزية ودار الكتب الوطنية (بنغازي) ثم في قسم المعلومات بإذاعة صوت الوطن العربي – فرع بنغازي.
توفي يوم الأربعاء الموافق 24 مارس من سنة 2010 في مدينة بنغازي.

## تعرضه للإعتقالات
تعرّض للاعتقال عددا من المرّات ابتداءً من عام 1967 حيث اعتقل وقُدم للمحاكمة، وصَدَرَ عليه حكمٌ بالسّجن إثر انضمامه لحركة القوميين العرب، واعتقل سنة 1973 بعد خطاب زوارة دون أن يُقدّم للمحاكمة، كذلك بعد الانتفاضة الطلابية في عام 1976 اعتقل فترة من الزّمن ولم يقدّم للمحاكمة.

## أعماله الأدبية
- تذاكر للجحيم. الطبعة الأولى عام 1970. والثانية عام 1974 . والثالثة عام 1998.

- أنشودة الحزن العميق. الطبعة الأولى عام 1972 . والثانية 1998.

- أناشيد عن الموت والحب والحرية. الطبعة الأولى عام 1976. والثانية عام 1998.

- منشورات ضد السلطة. الطبعة الأولى عام 1998.

- يوميات تجربة شخصية. الطبعة الأولى عام 1998.

- قصائد عن شمس النهار. الطبعة الأولى عام 2002.

- عاشق من سدوم... الطبعة الأولى عام 2002.

- بطاقة معايدة إلى مدن النور. الطبعة الأولى عام 2002.

- قصائد عن الفرح. الطبعة الأولى عام 2002.

- نص مسرحي من طرف واحد. الطبعة الأولى عام 2002.

أُعيد طبع الدواوين العشرة في مجلد بعنوان محمد الشلطامي المجموعة الشعرية عام "2013".

## وصلات خارجية
محمد الشلطامي على موقع أرشيف الشارخ.